# Alfons Maseras
Alfons Maseras i Galtés, né le 23 février 1884 à Sant Jaume dels Domenys en Catalogne en Espagne et mort le 27 octobre 1939 à Toulouse en France, est un écrivain, conteur et poète espagnol écrivant en catalan. Il est le frère de María Elena Maseras Ribera, une médecin, pédagogue et professeure espagnole, plus connue sous le nom d'Elena Maseras. 

## Œuvre
- Edmon (1908) (fr:Edmond)
- La fi d'un idil·li (1908) (fr:La fin d'une idylle)
- L'adolescent (1909), roman historique
- Sota el cel de París (1910) (fr:Sous le ciel de Paris)
- Contes fatídics (1911) (fr:Contes fatidiques)
- (fr:Contes français) (1913)
- Ildaribal (1915), roman historique
- (fr:Contes au hasard) (1918)
- A la deriva (1921) (fr:À la dérive)
- Setze contes (fr:Seize contes) (1922)
- La obra lírica de Fernando Maristany (1923). Barcelona: Editorial Cervantes.
- La ratlla (1929), premi Concepció Rabell el 1930
- L'hereu (1929)
- Guerau i Marta (1932)
- Estampes (1932), premi Concepció Rabell el 1934
- A Europa (1935)
- Invocació i altres poemes (1938)